# Narrenmatt

Das Narrenmatt

Als Narrenmatt (auch Idiotenmatt genannt) bezeichnet man im Schachspiel scherzhaft eine kürzestmögliche Partie, die zum Matt führt. Dies wird zum Beispiel durch folgende Züge erreicht:
1. f2–f3 e7–e5
2. g2–g4 Dd8–h4#
Es gibt acht Zugfolgen, die zu diesem Matt führen: Weißer f-Bauer und schwarzer e-Bauer können jeweils ein oder zwei Felder ziehen, und f- und g-Bauer können die Zugreihenfolge tauschen.
Bei diesem schnellsten Matt ist Schwarz der Mattsetzende, obwohl Weiß als Anziehender den Vorteil des ersten Zuges hat. Der Grund liegt darin, dass der Verlierer bei diesem Matt zwei schlechte Züge ausführen muss. Will Weiß so matt setzen, muss er einen überflüssigen Zug machen. Weil Weiß daran mitwirkt, dem Gegner das schnellstmögliche Matt zu ermöglichen, entspricht das Narrenmatt einem Hilfsmatt.

## Narrenmatt mit getauschten Farben
Wenn die Farben getauscht sind, ist ein solches Hilfsmatt in drei Halbzügen für weiß mit den zwei Schwarzen Halbzügen f7-f6 oder f7-f5 und g7-g5 möglich. In der Online-Partie auf dem Schachserver Chess.com zwischen Großmeister Hans Moke Niemann (Weiß) und dem Altweltmeister Wladimir Borissowitsch Kramnik (Schwarz) hat Schwarz versucht, das Matt zu seinen Ungunsten herbeizuführen, woraufhin Weiß enttäuscht aufgab:
1. d2-d4 f7-f6
2. e2-e4 g7-g5
Weiß hätte mit
3. Dd1-h5#
gewonnen.